# Бушар д’Авен
Бушар (Бухард) д’Авен (фр. Bouchard d'Avesnes; 1182 — 1244, Клерфонтен) — бальи Эно (Геннегау) в 1212—1216, имперский рыцарь, каноник собора Св. Петра в Лилле.

## Биография
Отцом Бушара был активный сторонник короля Англии Ричарда Львиное Сердце Жак I д'Авен (1150 — 7 сентября 1191), сеньор д’Авен, де Конде и де Лейц.
В 1212 году Бушар женился на Маргарите II Фландрской (2 июня 1202 — 10 февраля 1280), дочери Балдуина
(Бодуэна) I, императора Латинской империи, графа Фландрии, Эно (Геннегау) и Намюра, и Марии Шампанской,
дочери Генриха I, графа Шампани и Бри.
После женитьбы, которая была организована Филиппом II королём Франции, Бушар потребовал доли наследства своего покойного отца и вторгся на территорию брата Вальтера, который узурпировал большую часть отцовского наследства. 27 июля 1214 года сражался на стороне коалиции, возглавляемой императором Священной Римской империи Оттоном IV в битве при Бувине против французского короля Филиппа II Августа. Битва закончилась победой французов, а Бушар потерял расположение Филиппа II.
Вскоре старшая сестра Маргариты, Жанна Константинопольская, графиня Фландрии и Эно (Геннегау), осудила этот брак, считая его недопустимым, поскольку Бушар ещё ребенком был посвящён служению богу и был поставлен протодьяконом. Папа Иннокентий III, расторгнул брак на четвертом Латеранском Совете 1215 года. Несмотря на это, Бушар и Маргарита бежав в Люксембург продолжали жить вместе. От этого брака у них родилось трое детей. Однако в 1219 году Жанна схватила Бушара и заключила в тюрьму в Генте. Откуда он был отпущен в 1221 с условием, что разведется со своей женой. В 1223 году Маргарита по настоянию сестры вышла замуж за Гильома II де Дампьера. 31 марта 1237 Папа Григорий IX окончательно объявил брак Бушара и Маргариты недействительным, а их детей незаконными. И только в 1249 году дети Бушара были восстановлены в правах.
После освобождения, Бушар уехал в Италию, к Святому Престолу. По возвращении, в 1244 году, он был обезглавлен Жанной.
После смерти в 1244 году Бушара, а затем и Жанны, между детьми Маргариты, братьями Авен и братьями де Дампьер, началась война за наследование Фландрии и Эно, закончившаяся в 1256 году разделом, по которому Эно (Геннегау) досталось дому Авенов, Фландрия — Дампьерам.

## Дети
- Бодуэн (1217—1219) укрылся со своими родителями в Люксембурге
- Жан I (апрель 1218 — 24 декабря 1257), сеньор д’Авен с 1244, граф-наследник Эно с 1246
- Бодуэн (сентябрь 1219 — 10 апреля 1295), сеньор де Бомон.